# Minitrasvase del Ebro
El minitrasvase del Ebro es el nombre que recibe el trasvase de aguas del río Ebro hacia el Campo de Tarragona, ejecutado en cumplimiento de la ley 18/1981 de 1 de julio "sobre actuaciones en materia de aguas en Tarragona" (BOE número 165 de 11 de julio de 1981).
Para la gestión del trasvase se creó el "Consorcio Concesionario de Aguas para los Ayuntamientos e industrias de Tarragona" (CAT) los estatutos del cual se publicaron en el Diario Oficial de la Generalidad de Cataluña número 593 del 27 de septiembre de 1985. Según el artículo 3 de estos estatutos "la sede del Consorcio radicará en Tortosa y se establecerán los correspondientes servicios en el Camp de Tarragona" lo que se ha traducido a efectos reales en una sede social, sin actividad alguna, en el Palacio Montagut (sede de los regantes del canal de la Izquierda, en la calle Santa Ana número 3-5, de Tortosa) y una sede efectiva en las instalaciones del CAT en la Autovía T-11 km 14 de Tarragona.
Este trasvase ha garantizado la consolidación del desarrollo del Campo de Tarragona. La oposición popular de las Tierras del Ebro se materializó con la creación de la Coordinadora Antitrasvase que hizo famosas sus alfombras de sal símbolo de uno de los muchos problemas medioambientales que por entonces ya acusaba el Delta del Ebro, parque natural desde 1983, espacio del convenio de Ramsar y actualmente parte integrante de la Reserva de la biosfera de Tierras del Ebro.

## Historia y funcionamiento
Han sido nombrados presidentes Alberto Vilalta González; Joan Miquel Nadal de Convergencia y Unión, entre 1989 y el 2001;  Francesc Sancho i Serena (CiU/CDC) y Valentín Faura; el reusense Daniel Pi Noya de Iniciativa per Catalunya Verds desde abril de 2004 hasta marzo de 2011; el abogado Antoni Huber (CiU/UDC); el concejal tarraconense Albert Abelló Hierro (CDC); Josep Fèlix Ballesteros (PSC; 2018, en funciones) y Meritxell Roigé (PDeCAT; XI/2018), alcaldesa de Tortosa.
La vicepresidencia del Consorcio corresponde según el artículo octavo al alcalde del municipio con un consumo más grande de agua. Asimismo son órganos del Consorcio la Asamblea general y el Consejo de administración. El CAT creado en abril de 1985 empezó a suministrar agua el 3 de agosto de 1989. En sus orígenes el consorcio estaba formado por 21 municipios y 21 empresas industriales. En la actualidad (2019) se benefician más 63 municipios (85% de la población de la provincia de Tarragona) y más de 25 industrias. El Consorcio ha llegado a suministrar agua a Mallorca (1994), mediante el transporte con el barco Móstoles que salía cargado desde el puerto de Tarragona.
El primer envío de agua del CAT a Mallorca terminó vertido en el Mediterráneo al estropearse en los tanques del buque.
La detracción de aguas del CAT se realiza en la población de Campredó (Tortosa) –existiendo un punto de captación en el margen derecho, en Vinallop– y tiene origen en la compra de parte de la concesión de las comunidades de regantes de la Izquierda y la Derecha del Ebro. Se justificó que la pérdida de este recurso era compensada por el ahorro logrado al haber canalizado los canales de riego (de la Izquierda y de la Derecha) y algunas otras conducciones más en el marco del conocido como Plan Delta de acuerdo con la ley 18/1981. La planta de tratamiento del CAT se encuentra en la localidad de la Ampolla, que desde el 2007 vuelve a acoger, nuevamente, unos laboratorios de análisis, y la nave central de control del Consorcio en la localidad de Constantí. 

## Intento de ampliación hacia Barcelona
El 18 de abril de 2008, el consejo de ministro del Gobierno de España aprobó un Real Decreto que modificaba la limitación geográfica de la ley 18/1981 haciendo posible la prolongación del trasvase hacia Barcelona. La medida se había impulsado desde el gobierno de la Generalidad de Cataluña (en manos del PSC, ICV y ERC) a causa de la situación de sequía sostenida calificada de "emergencia nacional".
Este decreto provocó reacciones opuestas en diferentes partes de España. La Plataforma en Defensa del Ebro (PDE) se pronunció en contra emprendiendo acciones de protesta como la que tuvo lugar en Amposta el domingo 18 de mayo de 2008. Mucho antes, el 10 de octubre de 2003, ERC e ICV firmaron el Manifiesto del Ebro, contrario a cualquier trasvase, y también el PSC si bien esta última formación se había mostrado a favor de la conexión del CAT con la provincia de Barcelona. Ello provocó el uso de todo tipo de términos eufemísticos para evitar el uso de la palabra "trasvase" ante los medios de comunicación en 2008.
En declaraciones del gobierno español a los medios de comunicación, el coste de las obras de conexión de la red del CAT con la red del sistema Ter-Llobregat se estimaron en 180 millones de euros. El 9 de mayo de 2008 el Gobierno informó de la adjudicación de las obras a la UTE (Unión Temporal de Empresas) liderada por Agbar, con un 20%, e integrada por Dragados, Sacyr, Acciona Infraestructuras, Comsa y Copisa con un 16% cada una. El 12 de mayo el barco de bandera panameña Sichem Defender preparaba sus depósitos en el puerto de Tarragona para transportar agua del Ebro y el 19 de mayo de 2008 se le sumaba el Norient que cargaba sus depósitos con 26 mil metros cúbicos procedentes de Marsella. La operación de transportar agua con barco a Barcelona tuvo un coste de 21 millones de euros mensuales, tras la bonificación de tasas portuarias que suponían otro millón de euros mensual. Aunque solo llegase un buque, no pudieron anularse los contratos hasta el mes de agosto cuando menos, dejando éste apartado un agujero de unos 80 millones de € en el ACA.
Finalmente como resultado de un mes de mayo muy lluvioso las reservas de les cuencas internas de Cataluña experimentaron un gran aumento, llegando al 60% de su capacidad, hecho que provocó la aprobación de una resolución de fecha seis de junio de 2008 que suspendía la vigencia del Real Decreto-ley 3/2008 de 21 de abril (sin que eso suponga su derogación).